# 細田博之
細田 博之（ほそだ ひろゆき、1944年〈昭和19年〉4月5日 - 2023年〈令和5年〉11月10日）は、日本の政治家、通産官僚。位階は従二位。勲等は桐花大綬章。
衆議院議長（第78代）、内閣官房長官（第70・71代）、内閣府特命担当大臣（男女共同参画）（第2次小泉内閣・第2次小泉改造内閣・第3次小泉内閣）、沖縄及び北方対策担当大臣・科学技術政策担当大臣・情報通信技術担当大臣・個人情報保護担当大臣（第1次小泉第1次改造内閣）、内閣官房副長官（第1次小泉第2次改造内閣・第2次小泉内閣）、通商産業総括政務次官（小渕第2次改造内閣）、経済企画政務次官（村山内閣）、衆議院憲法審査会長、同政治倫理審査会長、自由民主党幹事長（第47代）、同総務会長（第51・54代）、同国会対策委員長（第47代）、同幹事長代行（第3代）、同幹事長代理、同憲法改正推進本部長、同選挙制度改革問題統括本部長、同行政改革推進本部長、同党・政治制度改革実行本部長、同税制調査会副会長、同経理局長、同総務局長、同副幹事長、同外交部会長、同交通部会長、同島根県支部連合会会長、清和政策研究会会長、衆議院議員（11期）を歴任した。
父は運輸大臣、防衛庁長官、行政管理庁長官、自由民主党総務会長、衆議院議員（10期）を歴任した細田吉蔵。

## 生涯

### 生い立ち
島根県松江市出身。東京教育大学附属駒場高等学校、東京大学法学部卒業。1967年、通商産業省に入省する。同期には日産自動車副会長の伊佐山建志、井出亜夫などがいた。入省後は産業政策局物価対策課長などを務め、1986年に退官。

### 政界入り
父・吉蔵の議員秘書を経て、1990年の衆議院選挙に島根県全県区から立候補し、竹下登、櫻内義雄に次ぐ3位で初当選（当選同期に福田康夫・岡田克也・佐田玄一郎・亀井久興・中谷元・森英介・石原伸晃・河村建夫・小林興起・塩谷立・古屋圭司・松岡利勝・小坂憲次・山本拓・赤城徳彦・村田吉隆・簗瀬進・山本有二など）。1996年の第41回衆議院議員総選挙以降は小選挙区比例代表並立制導入に伴い、島根1区から出馬し通算10期連続当選を果たす。この間、党機関紙誌局長などを歴任。
2002年の第1次小泉改造内閣で、科学技術政策担当大臣兼沖縄及び北方対策担当大臣として初入閣。内閣官房副長官であった2004年、年金記録問題で辞任した福田康夫の後任として副長官から内閣官房長官に昇格した。以後は自民党国会対策委員長、自民党経理局長などを経て、2007年に自民党幹事長代理に就任する。

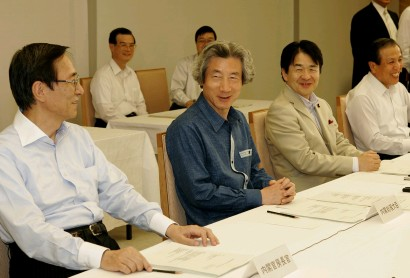
2005年、小泉純一郎、竹中平蔵らと

2007年12月、日朝国交正常化を目指す議員連盟・自民党朝鮮半島問題小委員会を立ち上げ、副委員長に就任した。
2008年9月、総裁・麻生太郎の下、自民党幹事長に就任。
2009年7月、第45回衆議院議員総選挙にて選挙対策本部長代理及び選挙対策委員長を兼務。同年9月、総選挙敗北のため党幹事長と選挙対策委員長を引責辞任。
2012年9月、自民党総務会長に就任した。自民党幹事長経験のある自民党総務会長は森喜朗以来14年ぶり。同年12月、自民党幹事長代行に就任する。
2014年12月24日、清和政策研究会会長の町村信孝が衆議院議長に就任。町村は会長を辞任し、細田が同派の会長に就任した。
2016年8月3日、自民党総務会長に就任。

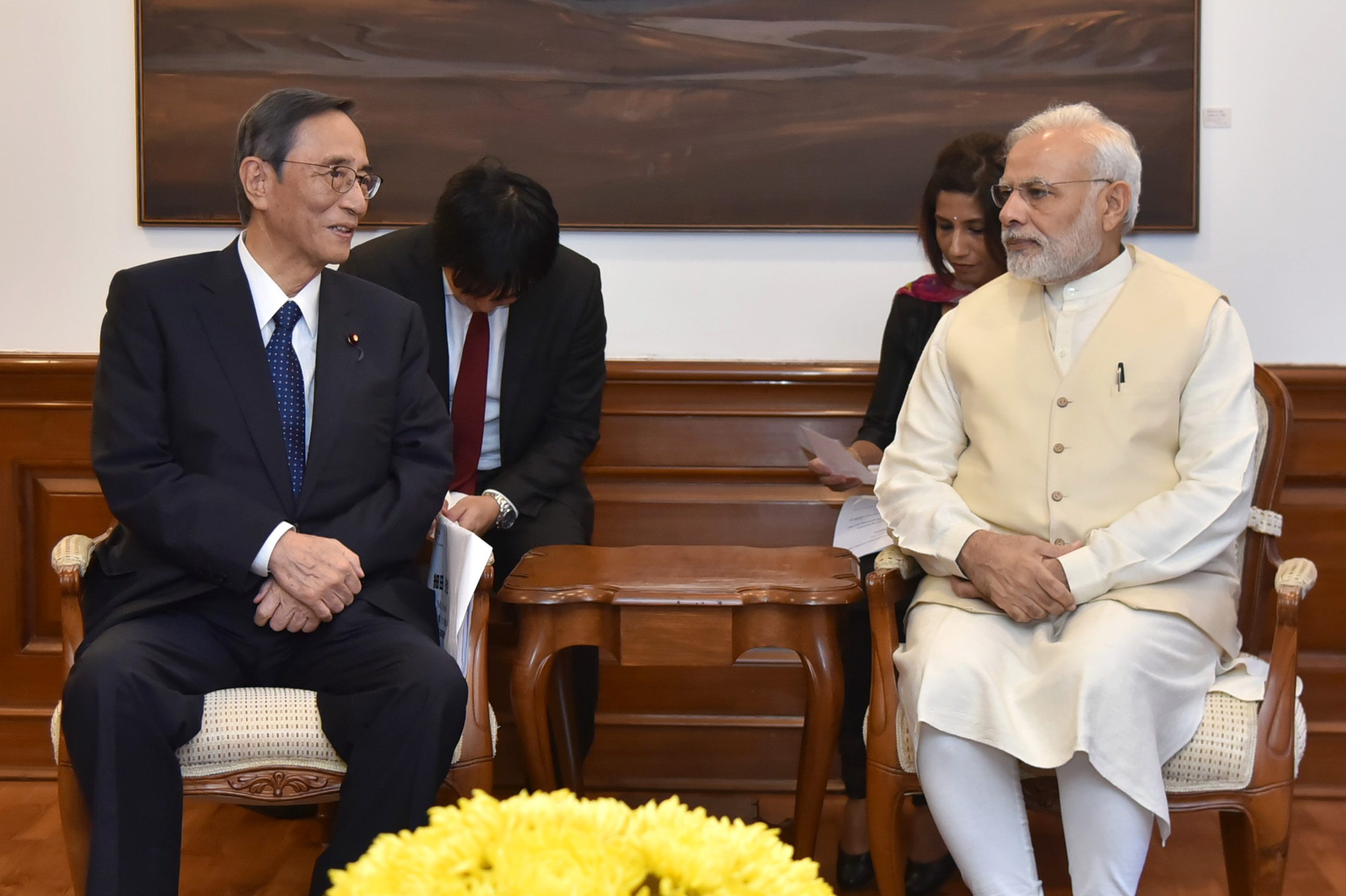
2016年、ナレンドラ・モディと

2017年10月、第48回衆議院議員総選挙で10選。対立候補の立憲民主党公認の亀井亜紀子は比例復活で初当選した。
2020年8月29日、自民党島根県連会長に就任。
2021年10月31日、第49回衆議院議員総選挙で11選。亀井亜紀子は比例復活もかなわず落選。亀井と読み仮名が同じ元中学教諭の亀井彰子は無所属で立候補し落選。

### 衆議院議長
同年11月10日、衆議院議長に選出。衆議院議長就任に伴って自民党島根県連会長も退いた他（2022年1月に後任の県連会長に自民党島根県連総務会長で島根県議の細田重雄が就任）、清和政策研究会の会長を安倍晋三に譲って慣例により派閥を一時的に離脱した。

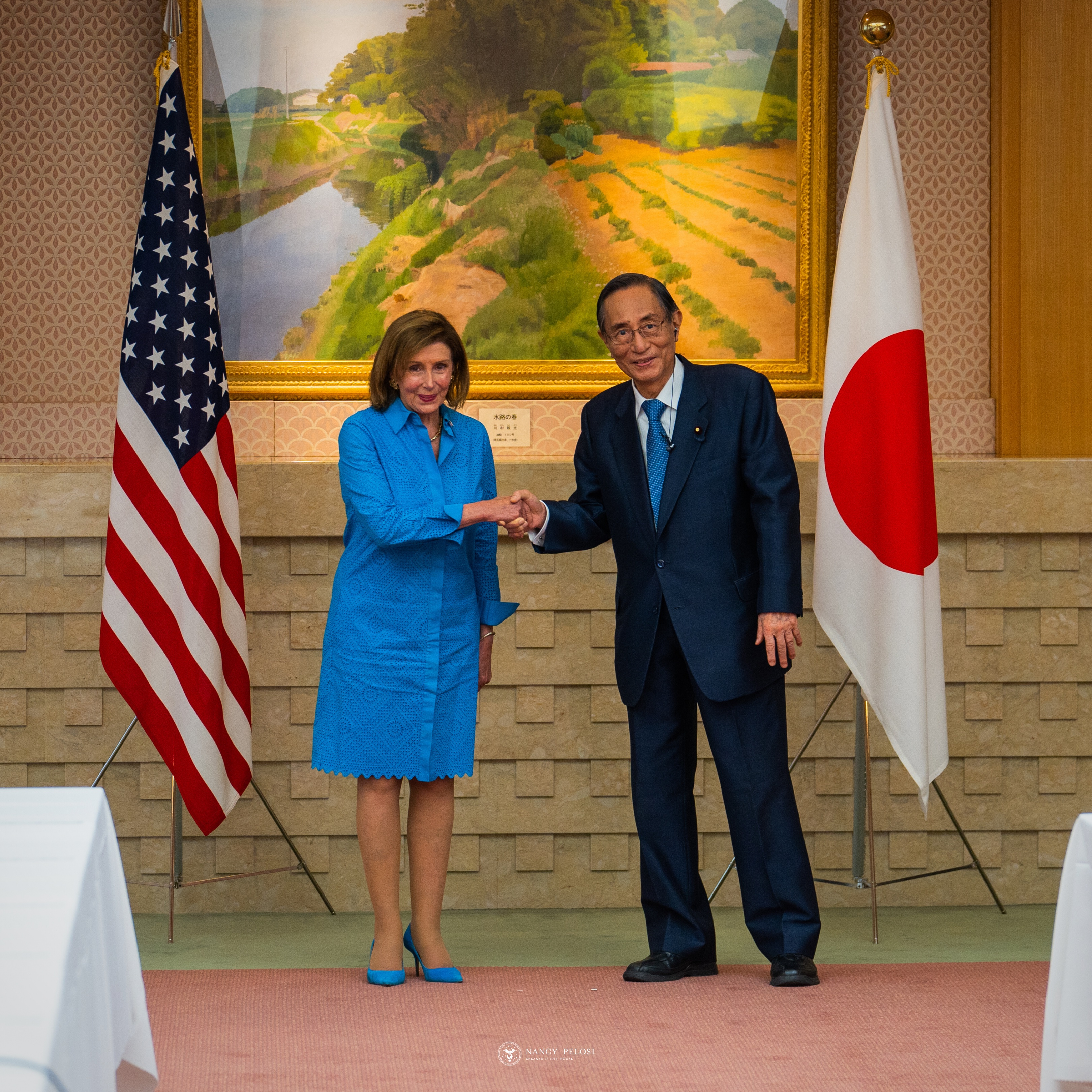
2022年、ナンシー・ペロシと

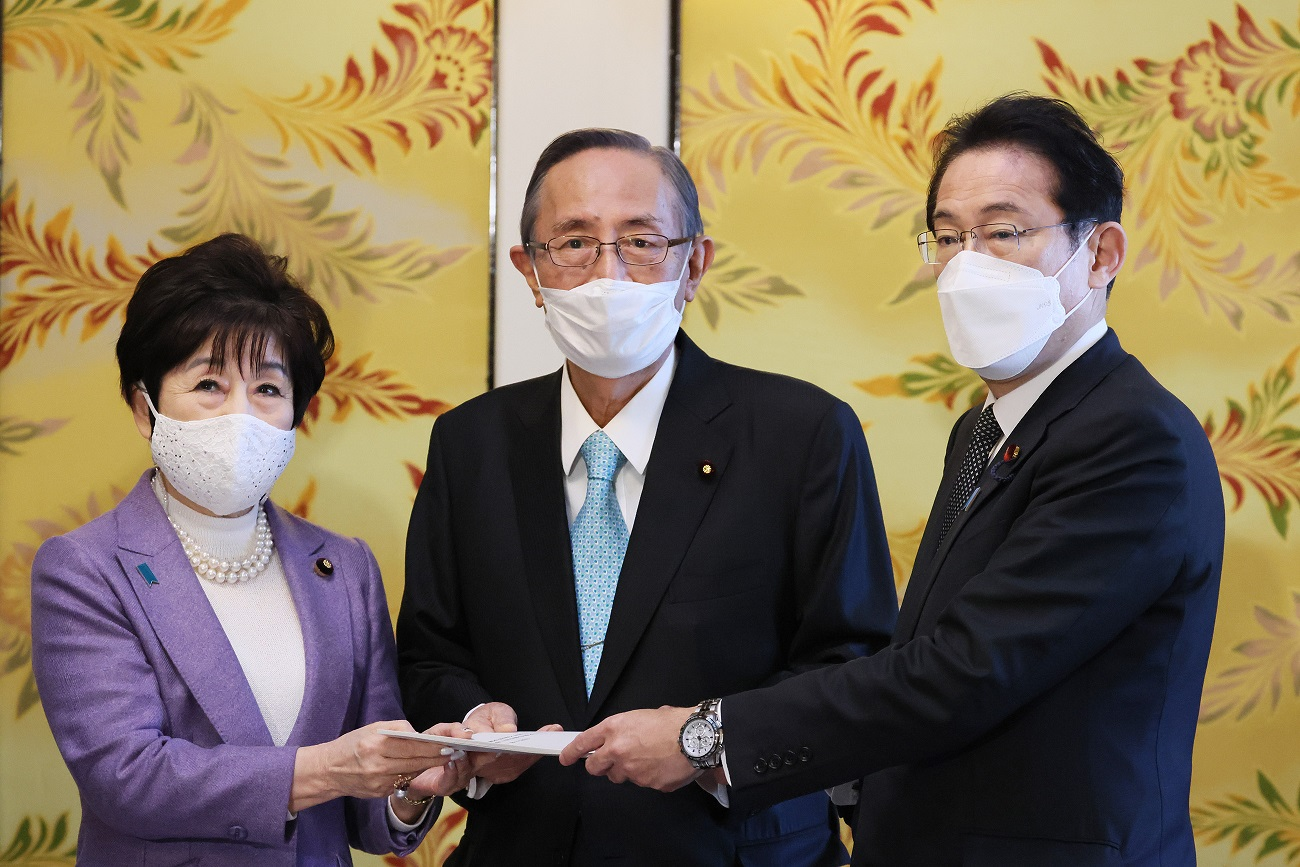
2022年、山東昭子、岸田文雄と

2022年5月、ロシアのウクライナ侵攻に伴うロシア政府による日本への報復措置（ロシア連邦への日本政府の政策に対する報復措置に関してのロシア外務省声明）によって、ロシア連邦への入国を恒久的に禁止された。
同年6月、週刊文春が細田による女性記者へのセクハラ疑惑を報じた。その後、衆議院議長不信任決議案が立憲民主党より提出されたが、自民党・公明党が否決した。
同年8月2日、上脇博之は第49回衆議院議員総選挙で細田博之の陣営が、島根県内の地方議員らに労務費名目で1日当たり数千円程度の現金を支払っていた問題で、細田と陣営幹部に対する公選法違反（買収）容疑で松江地検に告発状を提出したことを明らかにした。松江地検は2023年8月15日付で細田ら2人を嫌疑不十分で不起訴処分とした。総務省は、ポスター張りなど機械的な作業には労務費を支払えるが、同じ日に選挙運動に従事する場合は、労務費は支払えないとの見解を示している。現金を受け取ったという地元議員の1人は「ポスター張りの対価として受け取った」とし、買収には当たらないとの考えを示していた。
2022年9月29日、世界平和統一家庭連合（旧統一教会）との接点について、関連団体の会合への出席のほか、教会の関与が指摘される「日本・世界平和議員連合懇談会」名誉会長に就いていたことなどを認める内容の文書を明らかにした。
2023年7月21日、熱中症の症状を訴え、東京都内の病院に救急搬送された。自宅から自ら119番通報し搬送時に医療関係者と会話しており、命に別条はないという。8月6日の広島平和記念式典、8月15日の全国戦没者追悼式は体調不良を理由に欠席し、副議長の海江田万里が代理で出席し、追悼の辞も海江田が代読した。さらに9月上旬には「脳血管の関係で急遽予防的な治療が必要になった」として都内の病院に入院するなど体調不良が続いており、10月の臨時国会を前に議長を辞職する意向を固めた。
一方で同年10月13日に開いた会見では、7月に脳梗塞を発症したことに加え、体調不良からの議長の辞任を表明したが、自身のセクハラ疑惑、議員辞職については否定し、議員活動を継続する意向を示した。また旧統一教会と接点があった問題と今回の議長辞任とは無関係とした。
臨時国会が召集された10月20日に衆議院本会議で議長の辞任が許可され、後任の議長には自民党の額賀福志郎が選出された。

### 死去
2023年11月10日10時58分、多臓器不全のため、東京都内の病院で死去した。79歳没。死没日付で従二位に叙され、桐花大綬章を追贈された。
議長退任後は入退院を繰り返し本会議も欠席していたが、亡くなる前日に容体が急変したとされる。
通夜は同年11月14日、葬儀は15日に桐ヶ谷斎場で営まれた。14日、棺を乗せた車が斎場へ向かう際、自民党本部前を通過し、30年以上にわたり活動してきた国会にも立ち寄り、塩谷立安倍派座長や松野博一官房長官、立憲民主党の泉健太代表らが車に向かって手を合わせた。通夜には森喜朗、小泉純一郎、福田康夫の歴代元総理らが参列した。15日の葬儀には天皇から祭粢料が下賜され、岸田文雄首相に加え、額賀福志郎衆議院議長、菅義偉前首相、塩谷安倍派座長や安倍昭恵、その他自民党安倍派所属議員らが参列した。
細田に対する追悼演説は同年12月7日、衆議院本会議で当選同期の山口俊一により行われた。
細田の死去による欠員補充の補欠選挙は2024年4月28日（日曜日）に従来の区割りで実施され、自民党は細田の後継候補として元財務省中国財務局長である錦織功政を擁立したが、立憲民主党の元職である亀井亜紀子に敗れた。

## 政策・主張

### 憲法
- 憲法改正について、2017年、2021年のアンケートで「賛成」と回答[37][38]。
- 改正すべき項目として「自衛隊の保持を明記する」「教育の充実に向けた環境整備を行う旨を明記する」「各都道府県から必ず1人は参議院議員を選出するよう明記する」「緊急事態に関する条項を新設する」と主張[39]。
- 憲法9条への自衛隊の明記について、2021年のアンケートで「賛成」と回答[40]。
- 憲法を改正し、緊急事態条項を設けることについて、2021年の毎日新聞社のアンケートで「賛成」と回答[41]。

### 外交・安全保障
- 普天間基地の移設問題について、2012年の毎日新聞社のアンケートで「名護市辺野古に移設すべき」と回答[42]。
- 安全保障関連法の成立について、2017年のアンケートで「評価する」と回答[37]。
- 「他国からの攻撃が予想される場合には敵基地攻撃もためらうべきではない」との問題提起に対し、2021年のアンケートで「どちらとも言えない」と回答[38]。
- 「北朝鮮に対しては対話よりも圧力を優先すべきだ」との問題提起に対し、2017年のアンケートで「賛成」と回答[37]。2021年のアンケートで「どちらとも言えない」と回答[38]。
- 日本の核武装については、検討すべきでないとしている[42]。
- 細田は北朝鮮を巡る核開発についても分析を行い、その見識に驚いたアメリカ合衆国国家安全保障会議アジア部上級部長のマイケル・グリーンはノート持参で細田の解説を聴きに通ったという。その際、グリーンに同席した駐日アメリカ大使のハワード・H・ベーカー・ジュニアは、細田のことを政治家ではなく原子力工学の専門家だと思っていたという[43]。

### ジェンダー
- 選択的夫婦別姓制度の導入について、2014年のアンケートでは「どちらかといえば賛成」と回答[44]。2017年、2021年のアンケートでは「どちらとも言えない」と回答[37][38]。
- 同性婚を可能とする法改正について、2021年の朝日新聞社のアンケートでは「どちらとも言えない」と回答[38]。2021年のNHKのアンケートでは回答しなかった[40]。「同性婚を制度として認めるべきだと考るか」との2021年の毎日新聞社のアンケートに対し、回答をしなかった[41]。
- 「LGBTなど性的少数者をめぐる理解増進法案を早期に成立させるべきか」との問題提起に対し、2021年のアンケートで「どちらとも言えない」と回答[38]。
- クオータ制の導入について、2021年のNHK、毎日新聞社のアンケートで回答しなかった[40][41]。

### 一票の格差
- 2021年6月25日、武田良太総務大臣は閣議で、2020年国勢調査の速報値を報告。「アダムズ方式」を適用した結果、次々回以降の衆院選から、小選挙区は15都県で「10増10減」、比例区で「3増3減」の定数調整が必要となることが明らかとなった[45][46]。同年12月20日、細田は自民党衆院議員の会合に出席し、「10増10減」策について「数式によって地方の分を減らし、都会を増やすだけが能ではない」と不満を述べた[47]。東京新聞は12月29日の社説で「定数配分の見直しは国会が決めた法律に基づくもので、議長自ら表立って異を唱えるのは極めて異常な事態である」「安倍晋三元首相が選出される山口など、自民党が議席を独占する県での定数減を避けるという党利党略に基づく発言だとしたら、とても看過できない」と細田の発言を批判した[48]。
- 2022年4月5日、細田は自民党議員の会合で、再び「10増10減」策について、「地方いじめのような、都会だけ増やすようなことは、もうちょっと考えたらどうか」と述べ、見直すべきとの考えを示した[49]。

### その他
- 「原子力発電への依存度について今後どうするべきか」との問題提起に対し、「高めるべき」と回答[40]。
- 女性宮家の創設に反対している[42]。
- 日本のTPP参加に反対[42]。
- 森友学園への国有地売却をめぐる公文書改竄問題で、2021年5月6日、国は「赤木ファイル」の存在を初めて認めた[50]。しかし5月13日、菅義偉首相はファイルの存在を踏まえた再調査を行わない考えを報道各社に書面で示した[51]。9月の自民党総裁選挙で総裁に選出された岸田文雄も10月11日、衆議院本会議の代表質問で再調査の実施を否定した[52]。国の対応をどう考えるかとの同年の毎日新聞社のアンケートに対し「これ以上、調査や説明は必要ない」と回答[41]。
- 米国産牛肉輸入再開問題では、内閣官房長官として外務大臣の町村信孝と連携し、通商代表部、国務省、ホワイトハウス、国家安全保障会議を相手に交渉を続けた。その際には、科学的データに基づく説得をアメリカに対し繰り返した。交渉相手である国務長官のコンドリーザ・ライスは細田を「He is so smart.」と評している[43]。
- 第1次小泉改造内閣で科学技術政策担当大臣に就任し、内閣府総合科学技術会議を主宰した。

## 人物
- 2008年10月1日の衆議院本会議場で、国務大臣の演説に対する質疑の最後を「出雲弁講座」と称し、出雲弁でありがとうを意味する「だんだん」で締めた。
- ピアノを趣味としており、ピアニストの中村紘子からは、感受性が強く音楽的な演奏、中村もびっくりするぐらいロマンティックなもの、と評された[53]。そのほか読書、トランプのコントラクトブリッジを趣味とする。
- 1990年衆院選当選同期である福田康夫の数少ない側近であり、福田からの評価も高い。福田が内閣官房長官を務めた際は、細田が内閣官房副長官としてコンビを組んだ。福田の内閣官房長官辞任後は、後任として細田が就任している。細田の内閣官房副長官、内閣官房長官への就任にあたっては、福田による内閣総理大臣小泉純一郎への推薦があった。また、福田が自由民主党総裁に就任した際は、細田を自由民主党幹事長代理に指名し、内閣改造に伴う執行部人事刷新時も、細田を幹事長代理として留任させた。
- 内閣官房長官就任後は、ブッシュ政権下のアメリカ政府関係者から「歴代最高の官房長官」との賛辞を受けた[43]。大下英治によれば、小泉の秘書官だった飯島勲は「総選挙（第44回衆議院議員総選挙）圧勝の政府側の影の最大の功労者」と評価したとされる。
- 2014年の第186回国会において、大臣、副大臣、政務官、補佐官、議長、副議長、委員長のいずれの要職にもついていなかったのみならず、質問、議員立法、質問主意書提出のいずれもなかったことが指摘された[54][55]。

## 発言
- 2009年7月24日に党本部で記者会見した際、当時の麻生首相への批判的な意見に対して「『字が読めない』『ぶれた』なんて言って楽しんでいる。党役員人事だろうが閣僚人事だろうがどうでもいいことだ」と前置きした上で、「だけど、その方がみんな面白いんだから。それは日本国の程度を表している。国民の程度かもしれない」と国民・有権者を批判し、さらに「そういうことしか、主として取り上げない。電話で調査して支持率は何％と、いいかげんにしてくれという感じだ。聞いて意味がありますか」と内閣支持率の調査という一般的な世論調査の結果報道を批判した。そのあと「真意ではない」として一連の発言を撤回した[56]。
- 2013年7月22日夜、BSフジLIVE プライムニュースに出演した際、「憲法は不磨の大典ではない。法令の一つだ。日本国憲法というと立派そうだが、日本国基本法という程度のものだ」と述べた[57]。
- 2016年3月24日に行われた細田派の会合で、大西英男衆院議員（東京16区）が北海道5区の補欠選挙の応援のために現地入りした際、神社の巫女に自民党公認候補の支持を依頼したが「自民はあまり好きじゃない」と断られたというエピソードを紹介、「巫女さんのくせになんだと思った」と発言した。このとき、細田は「出雲の人からみるとはらはらした。東日本の人は頭に浮かんだらすぐに発言してしまう。言動、行動は十分に注意いただきたい」となどと大西に対して発言した[58]。
- 2022年5月10日、東京都内で開かれた自民党参院議員の政治資金パーティーで「議長になっても、毎月もらう歳費は100万円しかない」「上場会社の社長は1億円は必ずもらう。2億も3億も10億ももらっている人がいる」「月給で手取り100万未満であるような議員を多少増やしたって罰は当たらない」という発言をした[59][60]。立憲民主党の小川淳也政調会長は「国民生活が逼迫（ひっぱく）するなかで議員に対しては厳しい目が注がれており、様々、自らの処遇や特権と言われるものについても、見直しの必要性がこれまでになく高まっている。極めて不適切な発言だ」と批判し[61]、日本維新の会の藤田文武幹事長も「議長という立場をわきまえない発言であり、いかんともしがたい気持ちだ」「報酬についての発言も民間感覚ではありえないものだ。大切な税金から報酬をいただき、選挙で選ばれて仕事をさせていただいていることを謙虚に受け止めて、国民のために全力を尽くす姿勢を徹底するべきだ」と批判した[62]。与党内からも「国会議員の側から言ってはいけない」などと批判が出た[61]。

## 政治資金
- 公用車の運転委託業務の入札にまつわる談合疑惑を持たれている企業の一つである日本道路興運[63]から1996年〜2003年の間に献金を受け取っていたとしんぶん赤旗に報じられた[64][65][66]。細田は「献金額が限度額を超えれば違反になるが、（私は）受ける側なので知りえる立場にない」と述べ、規制法の違法献金を受けたの罰則規定に関しては「受ける側に故意があれば当然だが、（自分には）そのような故意はなかった」と説明した[67]。献金の返還については言及していない[66]。

## 旧統一教会との関係
- 2014年2月23日、統一教会（現：世界平和統一家庭連合）の関連団体「島根県平和大使協議会」の会合に出席し、挨拶した[68]。
- 2016年3月6日、島根県平和大使協議会の会合に出席し、挨拶した[68]。
- 2017年3月22日、統一教会の関連団体「世界平和女性連合」は都内で会合を開催。同会合に出席し、挨拶した[68]。
- 2018年3月23日、世界平和女性連合は都内で会合を開催。同会合に出席し、挨拶した[68]。細田は会場で、日本統一教会会長の徳野英治、統一教会の関連団体「国際勝共連合」「世界平和連合」会長の梶栗正義、世界平和女性連合の世界会長の文妍娥（ムンヨナ）[69]、同団体の日本会長の堀守子[70][71]と記念撮影をした。記念写真は世界平和女性連合の韓国版ウェブサイトに掲載されたが、のちに削除された[72]。
- 2018年10月25日、国際勝共連合は創立50周年記念大会をザ・キャピトルホテル 東急で開催[73]。同大会に出席し、挨拶した[68]。
- 2019年3月19日、世界平和女性連合は都内で会合を開催。同会合に出席し、挨拶した[68]。
- 2019年10月5日、統一教会の関連団体「天宙平和連合」（UPF-Japan）は、国際会議「ジャパンサミット＆リーダーシップカンファレンス」をホテルナゴヤキャッスルで開催[74][75][76]。韓鶴子や梶栗正義が壇上に立り、元米国下院議長のニュート・ギングリッチ、下院議員のアンディ・ビッグスが出席した[77]。清和会会長の細田は基調講演を行い、「韓鶴子総裁の提唱によって実現したこの国際指導者会議の場は、大変意義が深い。安倍総理に私は始終話をしているので、今日の盛会を安倍総理に早速ご報告したいと考えている」と述べた[74][78][75]。
- 2020年1月3日、統一教会系の日刊紙「世界日報」に細田のインタビュー記事が掲載される。細田は同記事で、日本維新の会幹事長の馬場伸幸とともに憲法改正の意義を訴えた[79]。
- 2021年6月11日、天宙平和連合が創設した世界平和国会議員連合の日本の議員連盟「日本・世界平和議員連合懇談会」の総会が衆議院第一議員会館で開催。細田を含む20人の国会議員が出席し、細田は名誉会長に選出された[80][81]。同議連は前年に設立された団体で、初代会長は大野功統だった[82][81]。総会で会長に選出された原田義昭は6月15日、フェイスブックにその旨を記載するとともに、出席議員と国際勝共連合会長の梶栗正義がガッツポーズをする写真を掲載した[80][81]。翌16日、原田は投稿から写真だけ削除した[83]。教団は同年10月の衆院選に立候補した議連参加者を支援し、電話かけなどを熱心に行った[80]。
- 細田の選挙対策責任者を長年務めてきた元島根県議会議員の細田重雄は、「島根県平和大使協議会」の議長、天宙平和連合が主催する自転車イベント「ピースロード」の地方大会の実行委員長、関連団体「アジアと日本の平和と安全を守る全国フォーラム」の島根支部の会長などの要職を務めた[78][84][85]。また、2022年の時点で自民党島根県連の会長を務めている（2024年に退任）[86][注 1]。2022年8月3日、文春オンラインは細田重雄のインタビュー記事を配信。記者が細田博之の選挙に関し「統一教会の手伝いは？」と問うと、細田重雄は「小選挙区になったから一対一の闘いなんだ。だから、みんな選挙で頼む。当然の話だ」「信者さんは昔から細田博之さんを応援している」と回答した[78]。
- 2022年7月から8月にかけて、共同通信社は、全国会議員712人を対象に、統一教会との関わりを尋ねるアンケートを実施。8月31日に各議員の回答の全文を公表した。岸田文雄首相は8月8日の自民党臨時役員会で、統一教会をめぐり「政治家の責任で関係をそれぞれ点検し、適正に見直してもらいたい」と述べ、党所属国会議員全員に通達するよう指示[89]しながらも、自身はアンケートに答えることを拒否した[注 2]。細田もアンケートに答えることを拒否した[94][95]。
- 2022年9月29日、細田は統一教会の関連団体と自身の関係に関する説明文書を公表した[96]。文書はA4用紙1枚であり、教団ならびに教団関係者について「私の知る限りでは法令に反する行為を行っているとの認識はない」との見解を示した。議員連盟「日本・世界平和議員連合懇談会」について「名誉会長に就任したが、既に解散したと聞いている」と述べ、議員連盟「日韓海底トンネル推進議員連盟」については、かつて顧問をしていたが辞任した旨を述べた[97]。ところが同日、朝日新聞は、細田が日韓トンネル研究会の顧問に就いていたことを報じ、同日、議連の会長を務めていた衛藤征士郎に取材をすると、衛藤は「細田氏が日韓海底トンネル推進議連に加わっていた事実はない」と説明した[98]。
- 2022年10月7日、細田は統一教会との接点について再調査した内容を公表。朝日新聞の報道のとおり、自身が顧問を務めていたのは日韓トンネル研究会だったと訂正した[98]。
- 2023年1月24日、細田は統一教会との関係について、議長公邸で、衆議院議院運営委員会の山口俊一委員長と与野党の会派代表者との質疑に応じた。質疑は冒頭の1分半のみ報道機関に公開され、あとは非公開で約1時間の質疑が行われた。安倍派の元会長として国政選挙での教団票の差配を行ったかとの質問に対しては「一切ない」と否定した。一方、安倍晋三と教団については「大昔から関係が深い」との認識を示した。野党が求めていた記者会見には「議長の立場でふさわしくない」との理由で応じなかった[99][100]。
- 2023年11月の突然の訃報に、野党関係者からは世界平和統一家庭連合（旧統一教会）との関係を巡る疑惑などが残ったことについて、国民の疑問に十分答えないまま「残念」との受け止めがあったとされる[101][102]。

## 年譜
- 1967年4月 - 通商産業省入省[4]

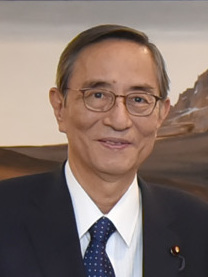
2016年

- 1981年 - 通商政策局経済協力部経済協力企画官
- 1983年 - 石油公団ワシントン事務所長
- 1985年 - 産業政策局物価対策課長兼同局総務課産業政策企画官
- 1986年 - 退官 衆議院議員細田吉蔵秘書
- 1990年2月 - 衆議院議員に初当選
- 1994年7月 - 経済企画政務次官就任。
- 1997年10月 - 自民党交通部会長就任。
- 1998年
  - 8月 - 自民党外国部会長就任。
  - 10月 - 通商産業総括政務次官就任。
- 2001年5月 - 自民党総務局長就任。
- 2002年9月 - 沖縄及び北方対策担当大臣、科学技術政策担当大臣就任[4][8]。
- 2003年6月 - 個人情報保護担当大臣兼任[4][7]
- 2003年9月 - 内閣官房副長官就任[4]。
- 2004年
  - 5月7日 - 年金未納問題で福田康夫官房長官が引責辞任した後を受け、内閣官房長官、男女共同参画担当大臣に就任[4][5]。
  - 5月19日 - 東京都の車両管理会社からの、秘書給与など（8年間で3100万円）の供与が、政治資金収支報告書に未記載であったことが判明。
  - 12月3日 - 日本の閣僚として初めて、第二次世界大戦中に「慰安婦」であったとされる女性らと面会した。
- 2005年10月31日 - 内閣官房長官を退任[6]。自民党国会対策委員長に就任。
- 2006年9月 - 自民党経理局長に就任。
- 2007年
  - 8月27日 - 自民党幹事長代理に就任。
  - 9月24日 - 自民党幹事長代理に再任。
- 2008年
  - 8月1日 - 自民党幹事長代理に再任。
  - 9月22日 - 自民党幹事長に就任。
- 2009年9月 - 自民党幹事長を退任。
- 2010年9月 - 自民党党・政治制度改革実行本部長に就任。
- 2012年
  - 9月 - 自民党総務会長に就任。
  - 12月 - 自民党幹事長代行に就任。
- 2014年12月 - 清和政策研究会会長に就任。
- 2016年8月 - 自民党総務会長に就任。
- 2017年
  - 8月 - 自民党行政改革推進本部長に就任。
  - 11月 - 自民党憲法改正推進本部長に就任。
- 2018年10月 - 衆議院政治倫理審査会会長に就任。
- 2020年10月 - 衆議院憲法審査会会長に就任。
- 2021年11月 - 衆議院議長に就任。
- 2023年
  - 10月 - 衆議院議長を辞任。
  - 11月10日 - 東京都内にて死去

## 選挙歴
| 当落                         | 選挙                   | 施行日         | 選挙区     | 政党       | 得票数  | 得票率 (%) | 得票順位 /候補者数 | 定数 | 票差 （と次点者） | 惜敗率 (%) | 比例区 順位 | 政党当選者数 /政党候補者数 |
| ---------------------------- | ---------------------- | -------------- | ---------- | ---------- | ------- | ---------- | ------------------ | ---- | ----------------- | ---------- | ----------- | -------------------------- |
| 当                           | 第39回衆議院議員総選挙 | 1990年02月18日 | 島根全県区 | 自由民主党 | 77,099  | 15.28      | 3/7                | 5    | 17,027            | -          | -           | -                          |
| 当                           | 第40回衆議院議員総選挙 | 1993年07月18日 | 島根全県区 | 自由民主党 | 72,277  | 14.93      | 2/9                | 5    | 16,693            | -          | -           | -                          |
| 当                           | 第41回衆議院議員総選挙 | 1996年10月20日 | 島根1区    | 自由民主党 | 73,907  | 52.12      | 1/3                | 1    | 27,426            | -          | -           | -                          |
| 当                           | 第42回衆議院議員総選挙 | 2000年06月25日 | 島根1区    | 自由民主党 | 74,163  | 50.92      | 1/4                | 1    | 36,840            | -          | -           | -                          |
| 当                           | 第43回衆議院議員総選挙 | 2003年11月09日 | 島根1区    | 自由民主党 | 117,897 | 61.02      | 1/3                | 1    | 56,826            | -          | -           | -                          |
| 当                           | 第44回衆議院議員総選挙 | 2005年09月11日 | 島根1区    | 自由民主党 | 125,401 | 60.52      | 1/4                | 1    | 66,067            | -          | -           | -                          |
| 当                           | 第45回衆議院議員総選挙 | 2009年08月30日 | 島根1区    | 自由民主党 | 122,595 | 57.19      | 1/4                | 1    | 41,806            | -          | -           | -                          |
| 当                           | 第46回衆議院議員総選挙 | 2012年12月16日 | 島根1区    | 自由民主党 | 112,605 | 64.67      | 1/3                | 1    | 65,262            | -          | -           | -                          |
| 当                           | 第47回衆議院議員総選挙 | 2014年12月14日 | 島根1区    | 自由民主党 | 100,376 | 64.26      | 1/3                | 1    | 62,030            | -          | -           | -                          |
| 当                           | 第48回衆議院議員総選挙 | 2017年10月22日 | 島根1区    | 自由民主党 | 95,513  | 59.40      | 1/2                | 1    | 30,228            | -          | -           | -                          |
| 当                           | 第49回衆議院議員総選挙 | 2021年10月31日 | 島根1区    | 自由民主党 | 90,638  | 56.02      | 1/3                | 1    | 23,791            | -          | -           | -                          |
| 当選回数11回（衆議院議員11） |                        |                |            |            |         |            |                    |      |                   |            |             |                            |

## 主な所属団体・議員連盟
- 最新型原子力リプレース推進議員連盟（顧問）
- 自民党たばこ議員連盟[103]
- 神道政治連盟国会議員懇談会[104]
- 日本・世界平和議員連合懇談会（名誉会長）
- 島根県バスケットボール協会（会長）
- 天皇陛下御即位二十年奉祝国会議員連盟（副会長）
- 自由民主党朝鮮半島問題小委員会（副委員長）
- 日韓議員連盟
- 日韓トンネル研究会（顧問）[105]
- トラック輸送振興議員連盟（会長）
- 公益社団法人 日本コントラクトブリッジ連盟（会長）
- 日本パデレフスキ協会（総裁）
- 国際観光産業振興議員連盟（会長）[106]
- TPP交渉における国益を守り抜く会
- 美ら島議連（会長）[107]

## 家族・親族
実家
- 父・吉蔵（官僚、政治家）
- 母・静子（島根県、升田憲元の六女）
- 妹

自家
- 妻・洋
- 一男一女

## 系譜
細田家
宮脇道生 著『細田吉蔵･全人像』134-136頁によると、
｢細田家は戦国時代に毛利氏と中国地方の覇権を争った尼子一族の武将小笠原家の家臣だった。一旦帰農後、商業へ進出し回船問屋として成功したが、明治維新で没落し倒産する。やむなく松江に出て、今度は油屋を開き、豪商の域にまでのし上がった。」という。
父吉蔵は屋号を丸吉印「細田本店」、「細田油店」と称する油卸問屋に生まれ、東京帝国大学法学部卒業後、鉄道省に入省。退官後は衆議院議員となり、行政管理庁長官､ 防衛庁長官､ 運輸大臣等を歴任した。
```
　升田憲元━━━━━━静子　　　　　　┏細田博之
　　　　　　　　　　　┣━━━━━━━┫
┏細田義一郎━━━細田吉蔵　　　　　　┗女
┃　　　　　　　　　
┃　　　　　　　　　
┗細田六助

```